# NGC 1645
NGC 1645 is een spiraalvormig sterrenstelsel in het sterrenbeeld Eridanus. Het hemelobject werd op 31 oktober 1864 ontdekt door de Duits-Deense astronoom Heinrich Louis d'Arrest.

## Synoniemen
- PGC 15903
- MCG -1-13-2
- NPM1G -05.0213